# Aschitus aeneiventris
Aschitus aeneiventris är en stekelart som först beskrevs av Walker 1837.  Aschitus aeneiventris ingår i släktet Aschitus och familjen sköldlussteklar. Arten är reproducerande i Sverige. Inga underarter finns listade.